# Bryson DeChambeau
Bryson James Aldrich DeChambeau  (Modesto, 16 de septiembre de 1993) es un golfista profesional estadounidense. Tiene nueve victorias en el PGA Tour, incluyendo dos major, el Abierto de Estados Unidos de 2020 y 2024. Como amateur, DeChambeau se convirtió en el quinto jugador en la historia en ganar el campeonato de la División I de la NCAA y el U.S. Amateur en el mismo año. Con su victoria en el U.S. Open, pasó a ser el tercer jugador en conquistar estos tres campeonatos, después de Jack Nicklaus y Tiger Woods. Además, es el sexto jugador en ganar tanto el U.S. Amateur como el U.S. Open.
Reconocido por su enfoque analítico del deporte, DeChambeau ha adquirido el sobrenombre de "El científico". Sus palos están especialmente diseñados por su proveedor Cobra según sus especificaciones, con empuñaduras más gruesas de lo normal y hierros de la misma longitud. En 2020, se convirtió en el jugador con el golpe de driver más largo del PGA Tour después de aumentar 40 libras de peso.

## Carrera amateur
Nacido en Modesto (California), hijo de John Howard Aldrich DeChambeau y Janet Louise Druffel, DeChambeau se trasladó a Clovis a los siete años. Estudió en el Clovis East High School y ganó el Campeonato Estatal Junior de California a los 16 años en 2010. DeChambeau se graduó en 2012 y aceptó una beca en la Universidad Metodista del Sur en Dallas (Texas), para especializarse en física.
En junio de 2015, se convirtió en el primer golfista de SMU en ganar el campeonato individual de la NCAA, registrando una puntuación de 280 (-8). En agosto del mismo año, ganó el título del U.S. Amateur, derrotando a Derek Bard 7&6 en la final a 36 hoyos. Se convirtió en el quinto jugador en ganar los títulos NCAA y U.S. Amateur en el mismo año, uniéndose a Jack Nicklaus (1961), Phil Mickelson (1990), Tiger Woods (1996) y Ryan Moore (2004).
DeChambeau hizo su debut en el PGA Tour como amateur en junio de 2015 en el FedEx St. Jude Classic y terminó en el puesto 45. Jugó su primer major en el Abierto de Estados Unidos en Chambers Bay, pero no pasó el corte por cuatro golpes. DeChambeau no pudo defender su título de la NCAA en 2016 después de que el departamento deportivo de la SMU recibiera una prohibición de postemporada por parte de la NCAA. Decidió renunciar a su temporada sénior para disputar una serie de eventos antes de convertirse en profesional. En el Masters de Australia de 2015, celebrado en noviembre, DeChambeau fue subcampeón con John Senden y Andrew Evans, a dos golpes del ganador Peter Senior. Participó como amateur en el Masters de 2016 y empató en el puesto 21.

## Equipamiento único
Todos los hierros y wedges de DeChambeau tienen exactamente la misma longitud: 37,5 pulgadas (95,3 cm). Sus ángulos de "lie" y "bounce" también son los mismos; tan sólo cambian los lofts. Además del concepto de longitud única, sus palos son inusuales por su ángulo de lie extremadamente recto. También utiliza varillas de grafito de carbono hechas a medida en todos sus palos, incluyendo su putter. Es el primer jugador del PGA Tour en introducir estas variables personalizadas.
DeChambeau mantiene el palo en el mismo plano durante todo su swing y no gira las muñecas durante el mismo. En 2011, por sugerencia de su instructor Mike Schy, DeChambeau cambió a los JumboMax Grips, los grips más grandes del mercado, que le permiten sujetar el palo con las palmas de las manos en lugar de con los dedos.

## Victorias profesionales

### Victorias en el PGA Tour
| Núm. | Fecha                    | Torneo                               | Resultado al par | Margen de victoria | Segundo puesto              |
| ---- | ------------------------ | ------------------------------------ | ---------------- | ------------------ | --------------------------- |
| 1    | 16 de julio de 2017      | John Deere Classic                   | –18              | 1 golpe            | Patrick Rodgers             |
| 2    | 3 de junio de 2018       | Memorial Tournament                  | –15              | Playoff            | An Byeong-hun, Kyle Stanley |
| 3    | 26 de agosto de 2018     | The Northern Trust                   | –18              | 4 golpes           | Tony Finau                  |
| 4    | 3 de septiembre de 2018  | Dell Technologies Championship       | –16              | 2 golpes           | Justin Rose                 |
| 5    | 4 de noviembre de 2018   | Shriners Hospitals for Children Open | –21              | 1 golpe            | Patrick Cantlay             |
| 6    | 5 de julio de 2020       | Rocket Mortgage Classic              | –23              | 3 golpes           | Matthew Wolff               |
| 7    | 20 de septiembre de 2020 | U.S. Open                            | –6               | 6 golpes           | Matthew Wolf                |
| 8    | 7 de marzo de 2021       | Arnold Palmer Invitational           | –11              | 1 golpe            | Lee Westwood                |
| 9    | 16 de junio de 2024      | U.S. Open                            | –6               | 1 golpe            | Rory McIlroy                |

### Victorias en el European Tour
| 1 | 27 de enero de 2019      | Omega Dubai Desert Classic | –24 | 7 golpes | Matt Wallace |   |                     |           |    |         |              |
| 2 | 20 de septiembre de 2020 | U.S. Open                  | –6  | 6 golpes | Matthew Wolf | 3 | 16 de junio de 2024 | U.S. Open | –6 | 1 golpe | Rory McIlroy |

## Resultados en los Majors
| Torneo               | 2015 | 2016  | 2017 | 2018 | 2019 | 2020 | 2021 | 2022 | 2023 | 2024 |
| -------------------- | ---- | ----- | ---- | ---- | ---- | ---- | ---- | ---- | ---- | ---- |
| Masters de Augusta   | -    | T21LA | -    | T38  | T29  | T34  | T46  | CUT  | CUT  | T6   |
| US Open              | CUT  | T15   | CUT  | T25  | T35  | 1    | T26  | T56  | T20  | 1    |
| Abierto Británico    |      |       | CUT  | T51  | CUT  | ND   | T33  | T8   | T60  |      |
| Campeonato de la PGA |      |       | T33  | CUT  | CUT  | T4   | T38  |      | T4   | 2    |

LA = Low Amateur (mejor amateur)
CUT = No pasó el corte
"T" = Empatado
Ret. = Retirado
ND = No Disputado
Fondo verde indica victoria. Fondo amarillo, puesto entre los diez primeros (top ten).

## Participaciones con el equipo nacional de Estados Unidos
Amateur
- Palmer Cup: 2014
- Eisenhower Trophy: 2014 (ganadores)
- Walker Cup: 2015

Profesional
- Ryder Cup: 2018, 2020 (ganadores)
- President's Cup: 2019 (ganadores)